# Calle del Conde
La calle del Conde es una pequeña e irregular vía de Madrid, del barrio de Palacio, en el distrito Centro, que discurre en sentido oriente/poniente desde la calle del Cordón a la travesía del Conde, junto a la calle de Segovia. Debe su nombre al desaparecido palacio del conde de Revillagigedo, virrey de la Nueva España. 

## Historia
Aunque no aparece rotulada en los planos de Pedro Teixeira (1656) y Antonio Espinosa de los Monteros, sí puede deducirse su trazado irregular, que en algunos documentos extiende su recorrido hasta la intercesión con la calle del Rollo y la travesía del Conde. Ángel Fernández de los Ríos explicaba en su Guía de Madrid de 1876, que antes de urbanizarse la zona, formó parte de la «tortuosa cuesta que bajaba por lo que hoy es la calle de Segovia, uniéndose con otra subida a Puerta de Moros». Informa también de que los caballeros de la familia apellidada Loaysa fueron los primeros en construir allí sus casas, conjunto que luego heredó el conde de Revillagigedo para levantar su palacio, ya desaparecido.
Pedro de Répide por su parte, ordena esta vía en el antiguo barrio del Ayuntamiento del distrito de La Latina, dependiente de la parroquia de Santa María la Real de la Almudena; la describe como «callejuela» en el «laberinto que con l plaza de San Javier, la travesía del Conde y las calles del Cordón y del Rollo, deja entre la del Sacramento y la de Segovia un curioso trozo del Madrid de hace más de trescientos años».

### La posada de San Javier
En el ensanche que forma la plaza de San Javier en el recorrido de la calle, a la altura del nº 3, estuvo el Mesón de San Javier, documentado ya en el siglo xvi como posible domicilio del Aposentador de Felipe II, por su proximidad al primitivo Alcázar Real. Se documentan también obras de reforma en los siglos xvii y xviii, siendo la más importante la realizada por el arquitecto Enrique Luchetti en 1949, en la que el mesón conservado se convertiría en restaurante. Según los estudios de Montero Vallejo, la primitiva posada de San Javier ocupó el zaguán del viejo edificio.